# Boy in da Corner
Boy in da Corner è l'album di debutto del rapper britannico Dizzee Rascal, uscito il 21 luglio 2003.
Nel 2005 Chris Rock inserì Boy in da Corner nella sua classifica per Rolling Stone dei 25 album Hip Hop più belli di tutti i tempi.

## Tracce
1. Sittin' Here – 4:05
2. Stop Dat – 3:40
3. I Luv U – 4:05
4. Brand New Day – 4:00
5. 2 Far (feat. Wiley) – 3:07
6. Fix Up, Look Sharp – 3:44
7. Cut ‘Em Off – 3:53
8. Hold Ya Mouf (feat. God's Gift) – 2:55
9. Round We Go (Ain't No Love) – 4:13
10. Jus' A Rascal – 3:39
11. Wot U On? – 4:50
12. Jezebel – 3:36
13. Seems 2 Be – 3:46
14. Live O – 3:35
15. Do It – 4:06
16. Vexed (US Edition bonus track) – 4:11